# Brachyelatus viridis
Brachyelatus viridis är en stekelart som beskrevs av Hoffer och Novicky 1954. Brachyelatus viridis ingår i släktet Brachyelatus och familjen gropglanssteklar. Inga underarter finns listade.